# Stand (Geschäft)
Ein Stand ist eine temporäre oder mobile Einrichtung, die dem Verkauf von Waren oder der Werbung und Information dient (z. B. „Informationsstand“, „Messestand“). 
Stände sind in größeren Ansammlungen auf Wochen-, Floh-, Weihnachts- und  Jahrmärkten sowie auf Volksfesten zu finden. Einzeln gestellt kommen sie häufig in Fußgängerzonen und Freizeitparks vor.

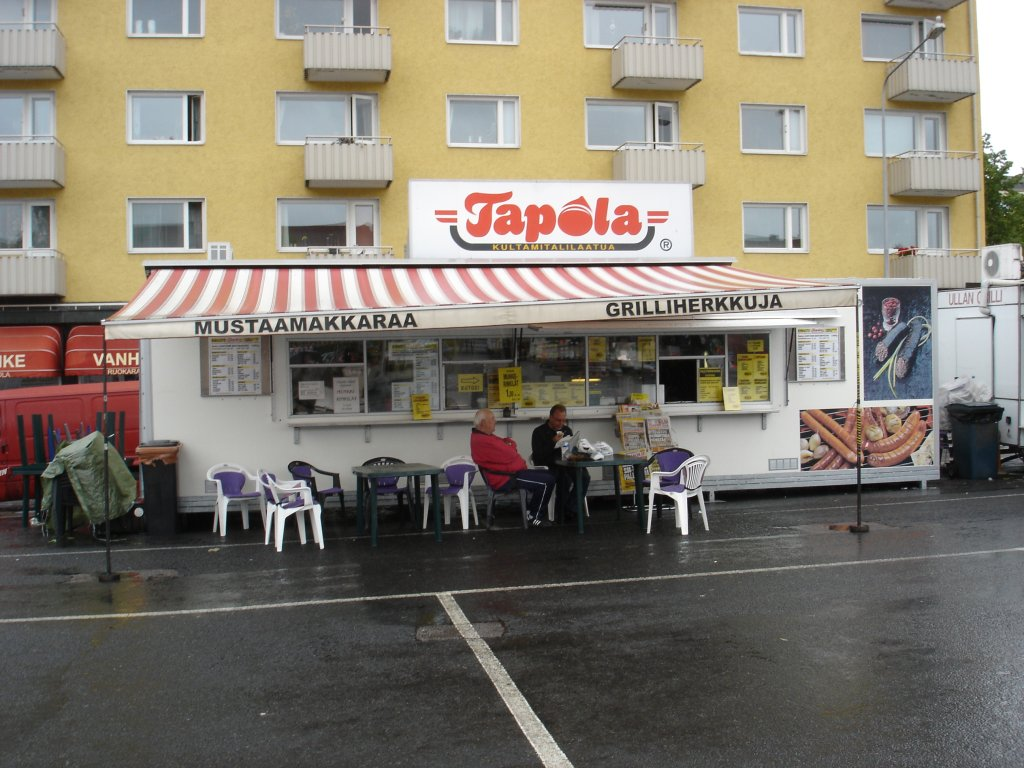
Würstchenbude

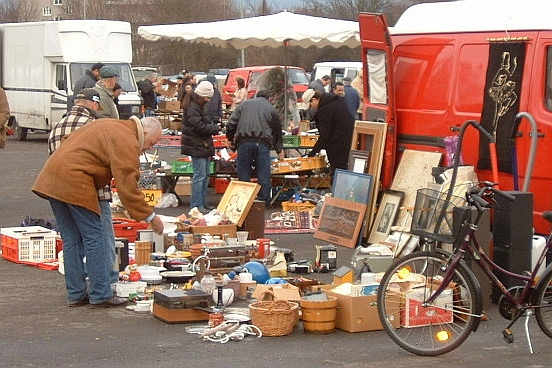
Flohmarktstand

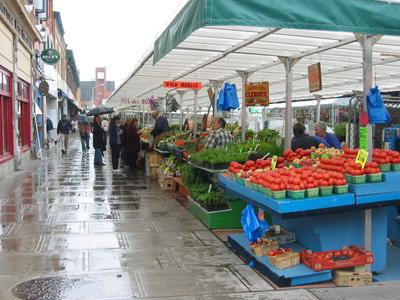
Wochenmarktstände

## Abgrenzung und typische Merkmale
Ein Stand grenzt sich von einem Ladengeschäft insbesondere dadurch ab, dass er sich nicht dauerhaft in einem Gebäude befindet, sondern für begrenzte Zeit draußen oder in großen Räumen frei aufgestellt wird. Gelegentlich werden auch fest installierte geschlossene Verkaufsstellen als Stand bezeichnet, wenn diese einfach gebaut (insbesondere Wände aus Holz, Blech o. ä.) und vergleichsweise klein sind und von den Kunden üblicherweise nicht betreten werden. Der von den Kunden betretene Bereich ist in der Regel zu den Seiten hin offen, häufig aber mit Markisen, Schirmen oder ähnlichem überdacht. 

## Varianten
Stände, an denen Fastfood zum Direktverzehr angeboten wird, nennt man Imbissstand. 
Auf Jahrmärkten oder für gesonderte Angelegenheiten auch einzeln gelegen sind mobile Buden in Schnellbauweise und entsprechend ausgestattete Autoanhänger üblich. 
Auf manchen Märkten werden die eigentlich für mobilen Betrieb gedachten Stände nicht mehr abgebaut, wie vielerorts auf Stadtmärkten (z. B. dem Wiener Naschmarkt, dem Bozner Obstmarkt oder dem Münchner Viktualienmarkt) und in vielen Markthallen. 
Ein (Floh-)Marktstand ist eine einfache Form eines Standes und besteht gewöhnlicherweise aus einem oder mehreren bisweilen durch große Sonnenschirme, Planen oder ein Zelt überdachten Klapp- oder Tapeziertischen.
Messestände können wegen ihrer beabsichtigten Werbewirkung sehr groß und aufwendig gebaut sein und auch geschlossene Räume oder gar Vorführungssäle enthalten. 